# Walter Rohmert
Walter Rohmert (* 21. Oktober 1929 in Gladbeck; † 2. September 2009) war ein deutscher Ingenieur, Universitätsprofessor und Gründer und Direktor des Instituts für Arbeitswissenschaft (IAD) der Technischen Universität Darmstadt.

## Leben
Rohmert studierte an der RWTH Aachen Elektrotechnik und wechselte nach kurzer Arbeit in der Industrie 1956 an das Max-Planck-Institut für Arbeitsphysiologie in Dortmund, heute als Max-Planck-Institut für molekulare Physiologie bekannt. 1959 promovierte er an der RWTH und habilitierte sich 1962, ebenfalls in Aachen. 1963 wurde Rohmert in fachuntypisch jungen Jahren auf den neugeschaffenen Lehrstuhl für Arbeitswissenschaft in Darmstadt berufen. Er begründete ein Institut, dem er für fast 30 Jahre vorstehen würde. Bis zu seiner Emeritierung (1995) hatte er 1700 Diplom- und Studienarbeiten betreut, 72 Dissertationen und 10 Habilitationen. Er veröffentlichte über 870 Texte als Autor oder Co-Autor und fand noch Zeit, Verwaltungsaufgaben als Pro-Rektor oder als Dekan des Fachbereichs Maschinenbau wahrzunehmen.
Seine Untersuchungen der Arbeitswelt betrafen die Anpassung der Arbeit an den Menschen, also Ergonomie und Arbeitswissenschaft. Für beide Fächer wurde er national wie international als Begründer der Forschung und Lehrtätigkeit geehrt. Seine Arbeiten zur Muskelarbeit sind bis heute Standardwerke der Arbeitswissenschaft.

## Leistungen
Rohmert war Mitglied in vielen industrieprägenden Organisationen und wissenschaftlichen Gesellschaften, die sich mit Arbeitswissenschaften befassen, beispielsweise der Gesellschaft für Arbeitswissenschaft, der er mehrere Male als Präsident vorstand, der Ergonomics Research Society und als prägendes Mitglied des REFA-Verbandes, deren hessischen Landesverband er lange Jahre vorstand. Er war 1962 Gründungsmitglied der Deutschen Gesellschaft für Arbeitsmedizin.
Allein die Grundlagenforschung deckte Rohmert mit ca. 270 Artikeln in nationalen und internationalen wissenschaftlichen Zeitschriften ab. 120 gedruckte Vorlesungen bilden den Korpus an wissenschaftlicher Lehre ab. Dazu kommen ca. 60 Bücher, die er als Autor oder Co-Autor schrieb. 110 Beiträge zu Monographien, Handbüchern und Veröffentlichungen zeigen neben seiner außerordentlichen Leistung auch die Anerkennung in Fachkreisen auf. Unter Rohmerts Beteiligung wurden ca. 6000 Arbeitsplätze wissenschaftlich untersucht und analytisch behandelt. Rohmert kombinierte deskriptive und analytische Techniken für seine wissenschaftliche Arbeit mit Arbeits- und Zeitstudien auf der einen Seite und mit deskriptiven Mitteln, um die Belastungen und Beanspruchungen der Arbeitspersonen zu ermitteln. Trotz dieser detailverliebten Arbeitsweise trat Rohmert auf 20 bis 100 Veranstaltungen pro Jahr auf, wo er als Redner Beiträge lieferte.

## Ehrungen
Die englische Ergonomics Research Society ehrte Rohmert 1974 mit der Frederic Bartlett Medal für hervorragende ergonomische Forschungsleistungen. Die American Human Factors Society zeichnete ihn 1984 mit dem Distinguished Foreign Colleague Award aus. Die International Ergonomics Association verlieh ihm 1994 den Outstanding Educators Awards. 1989 wurde er mit dem Verdienstorden der Bundesrepublik Deutschland am Bande ausgezeichnet. Bei seiner Emeritierung wurde zu Ehren von Rohmert eine Festschrift von Kurt Landau herausgegeben, Ergonomie der Sensumotorik. Im Andenken an den Institutsgründer und langjährigen Leiter verleiht das Institut für Arbeitswissenschaften Darmstadt seit 2010 jährlich den mit 1500 Euro dotierten Walter-Rohmert-Forschungspreis an den besten Promovierenden des Jahres in Arbeitswissenschaften aus Deutschland, Österreich oder der Schweiz.

## Bibliographie (Auswahl)

### Bücher
- 1960 Die Grundlagen der Beurteilung statischer Arbeit. Forschungsberichte des Landes Nordrhein-Westfalen: Nr. 938.
- 1963 Arbeitsgestaltung und Muskelermüdung
- 1966 Maximalkräfte von Männern im Bewegungsraum der Arme und Beine
- 1967 Wirkung von Muskelruhelänge und Trainingsart auf Kraftverlauf und Grenzkraft bei isometrischen Training
- 1967 Untersuchungen über Muskelermüdung und Arbeitsgestaltung
- 1968 Muskelarbeit und Muskeltraining
- 1971 Das Anlernen sensumotorischer Fertigkeiten
- 1972 Maximalkräfte von Frauen im Bewegungsraum der Arme und Beine
- 1973 Physiophysische Belastung und Beanspruchung von Fluglotsen
- 1974 Ergonomische Prüfliste für den Arbeitsschutz mit Literaturanhang
- 1975 Arbeitswissenschaftliche Beurteilung der Belastung und Beanspruchung an unterschiedlichen industriellen Arbeitsplätzen
- 1979 Das arbeitswissenschaftliche Erhebungsverfahren zur Tätigkeitsanalyse (AET)
- 1981 Ergonomische Untersuchungen zu Arbeitsstrukturierungsmassnahmen bei der Motorenmontage
- 1983 A new technique for job analysis
- 1984 Grundzüge des funktionalen Stimmtrainings ein Leser-Service der Zeitschrift für Arbeitswissenschaft
- 1990 Wirkung von Muskelruhelänge und Trainingsart auf Kraftverlauf und Grenzkraft bei isometrischem Training. Forschungsberichte des Landes Nordrhein-Westfalen; 1900
- 1991 Grundzüge des funktionalen Stimmtrainings
- 1993 Stand und Zukunft arbeitswissenschaftlicher Forschung und Anwendung

### Kapitel
- 1986 Ergonomics: Concept of work, stress and strain. International Review of Applied Psychology (SAGE, London, Beverly Hills and New Delhi), Vo. 35, 159–181
- 1998 Fatigue and Recovery in 29. Ergonomics - Encyclopaedia of occupational Health and Safety - Tools and Approaches, ILO Encyclopaedia (mit Rolf Helbig)
- 1979 Arbeitswissenschaftliche Grundlagen und Erkenntnisse zum Thema „Technologieentwicklung, Rationalisierung und Humanisierung“ (mit Ernst Haider); in Technologieentwicklung, Rationalisierung und Humanisierung: IAB-Kontaktseminar 1979 am Institut für Sozialforschung, Frankfurt a.M.